# Beekbergen
Beekbergen est un village appartenant à la commune néerlandaise d'Apeldoorn, en province de Gueldre. En 2006, le village compte 4 380 habitants.